# Przygody Tomka na Czarnym Lądzie
Przygody Tomka na Czarnym Lądzie lub Tomek na Czarnym Lądzie – drugi tom z cyklu powieści Alfreda Szklarskiego opowiadających o przygodach Tomka Wilmowskiego. Książka ukazała się po raz pierwszy w 1958 i była później wielokrotnie wznawiana. Po przejęciu praw przez Muza S.A. książkę zaczęto wydawać pod zmienionym tytułem Tomek na Czarnym Lądzie.
Wyprawa do Afryki jest nieporównywalnie bardziej niebezpieczna niż poprzednia do Australii, a celem podróżników jest złowienie bardzo rzadkich gatunków zwierząt, takich jak goryle czy prawie legendarne jeszcze wówczas okapi leśne.
Obecne są również – charakterystyczne dla cyklu – akcenty polskie, jak chociażby niesienie biało-czerwonej flagi czy opowieści o słynnych Polakach.

## Streszczenie
Tomek wraz z ojcem, Smugą i bosmanem Nowickim przybywają do portu w Mombasie, gdzie wynajmują przewodnika Huntera. Z nim omawiają plan łowów, a także rozmawiają o niebezpieczeństwach, które mogą czyhać na nich na Czarnym Lądzie. Jednym ze zwierząt, które chcą schwytać łowcy, jest legendarne wówczas jeszcze okapi leśne. Hunter nie wierzy jednak w jego istnienie. Do Nairobi bohaterowie jadą pociągiem. Wyprawa wynajmuje pięciu Masajów, którym przewodzi Mescherje; mają oni pomóc podczas łowów. Tomek zabawną, niezrozumiałą dla tubylców sztuczką, którą ci uznają za magię, łamie opór czarownika, który próbuje nie dopuścić do uczestnictwa Masajów w wyprawie. Bohaterowie organizują obławę na stado lwów nękające plemię.

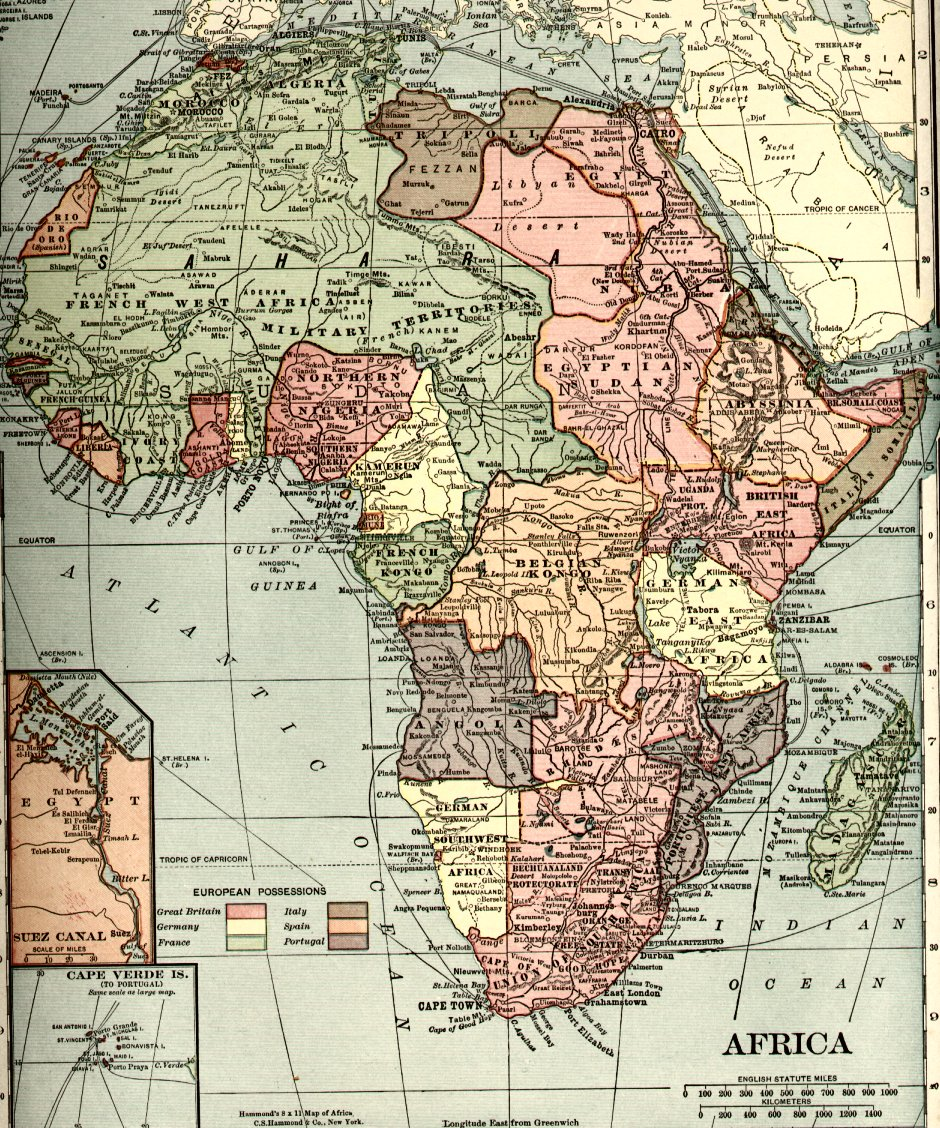
Mapa Afryki z początku XX wieku

Wyprawa musi nająć jeszcze tragarzy. Wybór pada na plemię Kawirondo, z którymi w dobrych stosunkach jest posiadający na sawannie swoją faktorię mulat Castenedo. Wkrótce wychodzi na jaw, że jest on handlarzem niewolników. Tomek i bosman uwalniają jego niewolnika – będącego w podobnym wieku co Tomek murzyna Sambo – i obiecują mu złożyć Brytyjczykom raport o prowadzeniu przez niego tego procederu. Wcześniej bosman wygrywa z mulatem walkę. Obaj wybawcy zyskują sobie wdzięczność uwolnionego Sambo, który na każdym kroku okazuje im swoje przywiązanie. Upokorzony Castenedo postanawia za wszelką cenę zemścić się na łowcach zwierząt. Za pomocą tam-tamów porozumiewa się z Kawirondo. Przy okazji okazuje się, że Smuga poznał mowę tam-tamów. Z inicjatywy Castenedo właśnie ów podróżnik nad Jeziorem Wiktorii zostaje ciężko zraniony zatrutym nożem.
Finał rozgrywki z Castenedo ma miejsce, gdy Kawirondo uciekają, zostawiając wyprawę samej sobie, zaś na pobliskiej górze mulat spycha na obóz łowców ciężkie głazy, chcąc w ten sposób dopełnić swojej zemsty. Zostaje jednak nakryty przez Tomka i bosmana i ginie zastrzelony przez tego drugiego.
Smuga powoli zaczyna dochodzić do siebie, wciąż miewa jednak bezwład w lewej ręce. Bohaterowie docierają na dwór młodego kabaki Bugandy, gdzie otrzymują tragarzy, a także dwa młode hipopotamy. Tomek natomiast zaprzyjaźnia się z młodym kabaką. Wkrótce po dalszym wyruszeniu na wyprawę bohaterowie spotykają muchę tse-tse, a także natykają się na skutki jej działania. W dżungli wyprawa przeżywa kolejne niezwykłe przygody: Dingo, pies i wierny towarzysz wypraw łowców zostaje ukąszony przez jadowitego węża. Tomek martwi się o jego życie, ostatecznie jednak zwierzę wraca do zdrowia. Odbywają się łowy na goryle, podczas których udaje się złapać rodzinę goryli, Tomek zaś zabija stanowiącego zagrożenie olbrzymiego samca, który niespodziewanie się pojawia. Wyprawa natyka się na plemię Pigmejów – najniższych ludzi świata, którzy jednak dzięki swoim zatrutym strzałom stanowią śmiertelne niebezpieczeństwo. Uczestniczy wraz z nimi w biesiadzie z zabitego słonia i od nich ostatecznie dowiaduje się, że okapi nie jest legendą, a prawdziwym zwierzęciem. Podczas gdy reszta wyprawy poluje na owo zwierzę, Tomek wraz z Sambo postanawiają zostać w obozie, aby wytresować lamparty. Podążają za ptakiem miodowodem, który prowadzi ich do miodu, znajdują również tajemniczy fetysz owinięty lamparcią skórą. Okazuje się, że należy on do zbrodniczej sekty próbujących się upodobnić do zwierząt ludzi-lampartów, którzy rozwścieczeni atakują obóz, zaś Tomek (wraz z Sambo i murzynami pozostawionymi w obozie) jest zmuszony po raz pierwszy w życiu (w obronie własnej) zabić człowieka, co bardzo odbija się na nim psychicznie. Smudze, Bosmanowi i Masajom nie udało się schwytać okapi, jednak wpadło ono w sidła zastawione przez Tomka.
Następnie odbywają się zakończone sukcesem łowy na słonie i żyrafy. Polowanie na nosorożce kończy się jednak nieomal tragicznie: w wyniku szarży wściekłego zwierzęcia Tomek zostaje ciężko ranny i ledwo uchodzi z życiem.
Książka kończy się, gdy dochodzący powoli do siebie Tomek na statku powrotnym pisze list do swojej przyjaciółki Sally, opisując jej ich niezwykłe przygody na Czarnym Lądzie.

## Bohaterowie powieści
- Tomek Wilmowski – tytułowy bohater, syn Andrzeja Wilmowskiego, członek wyprawy łowieckiej
- Andrzej Wilmowski – ojciec Tomka Wilmowskiego, organizator wyprawy łowieckiej
- Jan Smuga – doświadczony łowca i tropiciel zwierząt, uczestnik wyprawy łowieckiej
- Bosman Nowicki – uczestnik wyprawy łowieckiej
- Hunter – wynajęty w Mombasie tropiciel i przewodnik
- Dingo – pies Tomka Wilmowskiego
- Kisumo – wódz masajski
- Czarownik masajski
- Mescherje – wojownik masajski
- Inuszi – wojownik masajski
- Mumo – wojownik masajski
- Sekeletu – wojownik masajski
- Mambo – wojownik masajski
- Castanedo – przez murzynów nazywany Czarne oko, kupiec prowadzący nielegalny handel niewolnikami
- Murzynka, gosposia pana Castanedo
- Sambo – niewolnik murzyński z plemienia Galla uwolniony z rąk Castanedo
- Tragarze z plemienia Kawirondo
- Blake – sierżant, angielski dowódca patrolu
- Murzyńscy żołnierze w służbie angielskiej w patrolu pod dowództwem Blake’a
- Daudi Chwa – kabaka, młody afrykański król w Bugandzie
- Moc Coy – angielski sekretarz w służbie króla Daudi Chwa
- Santuru – specjalny myśliwy umiejący oswajać zwierzęta, wynajęty ekspedycji przez króla Daudi Chwa
- Lekarze-czarownicy bugandyjscy
- Dwudziestu tragarzy z Bugandy
- Matomba – przewodnik znający dżunglę Ituru wynajęty w osadzie Beni
- Mtoto – wojownik pigmejski
- Czarownik pigmejski
- Murzyńscy tragarze z Beni
- Ludzie-lamparty
- Rodzeństwo Samby

## Rozdziały
1. List Tomka zamiast wstępu
2. Niezwykłe safari
3. Przygotowania do wyprawy
4. W drodze do Nairobi
5. Nocny strzał
6. Witaj, kirangozi
7. Polowanie na lwy
8. Czarne Oko
9. Bosman pokazuje pazury
10. Opór Murzynów
11. Tajemniczy napad
12. U źródeł Nilu Białego
13. Zasadzka
14. Na dworze kabaki Bugandy
15. Cień tse-tse
16. W mroku dżungli
17. Leśni ludzie
18. Łowy na goryle
19. Najniżsi ludzie świata
20. Na tropie okapi
21. Żelazne pazury
22. Klęska i zwycięstwo
23. Polowanie na słonie i żyrafy
24. Zakończenie

## Zwierzęta
- antylopa gnu
- bawół afrykański
- bekas
- gazela dorkas
- goryl górski
- gęś
- hiena (prawdopodobnie cętkowana)
- hipopotam
- ibis
- kaczka
- krokodyl
- lampart
- lew masajski
- łabędź
- miodowód duży
- nosorożec czarny
- okapi
- pelikan
- słoń afrykański
- struś
- sekretarz
- Mucha tse-tse
- zebra Granta
- żuraw
- żyrafa